# Magnificat (Bach)
Il Magnificat in re maggiore BWV 243 è una delle più importanti opere vocali di Johann Sebastian Bach. Si tratta di una cantata sacra composta per orchestra, coro a cinque voci e cinque solisti. Il testo è tratto dal cantico contenuto nel primo capitolo del Vangelo secondo Luca, con il quale Maria loda e ringrazia Dio perché ha liberato il suo popolo. Il Magnificat, insieme alla Messa in Si minore, costituisce una delle due principali composizioni in lingua latina di Johann Sebastian Bach.
Bach compose una prima versione in mi bemolle maggiore nel 1723 per i vespri di Natale a Lipsia, versione che conteneva numerosi testi natalizi. Nel corso degli anni il compositore rimosse i brani specifici per il Natale in modo da rendere il Magnificat eseguibile durante tutto l'anno. Bach traspose anche il brano da mi bemolle maggiore a re maggiore, tonalità più adatta per le trombe. La nuova versione, che è quella conosciuta oggi, venne eseguita per la prima volta nella Thomaskirche di Lipsia il 2 luglio 1733.
La cantata è divisa in dodici parti che possono essere raggruppate in tre movimenti, ognuno inizia con un'aria ed è completato dal coro. L'esecuzione integrale del Magnificat, nella versione del 1733, dura circa trenta minuti.

## Sezioni

### 1 - Coro: "Magnificat anima mea Dominum"
(L'anima mia magnifica il Signore)
Il brano inizia con una pomposa introduzione orchestrale di flauti, archi, timpani e basso continuo, il tutto dominato dalle trombe. Il coro inizia dai soprani, che eseguono un motivo sulla parola "magnificat", motivo ripreso poi da tutte le altre voci.

### 2 - Aria (soprano II): "Et exultavit spiritus meus"
(ed il mio spirito esulta in Dio, mio salvatore.)
Questo movimento è scritto per soprano solista, accompagnato solo da archi e basso continuo. Si tratta di un'aria leggera in tempo 3/8. L'uso frequente di note puntate e biscrome trasmette all'ascoltatore un sentimento di gioia. A metà dell'aria c'è una sezione in tonalità minore formata da 41 note eseguite sulla parola salutari.

#### Coro: "Vom Himmel hoch"
(Dall'alto cielo, da lì vengo io. Porto a voi una buona novella, questa buona novella voglio cantarla e narrarla spesso.)
Questo brano natalizio, presente nella versione del 1723, è stato rimosso nella versione del 1733.

### 3 - Aria (soprano I): "Quia respexit humilitatem"
(perché ha guardato l'umiltà della sua serva: d'ora in poi mi chiameranno beata)
Il terzo brano è nuovamente un'aria per soprano solista, accompagnata da un oboe d'amore e dal basso continuo. Il modello di base dell'aria è una frase eseguita dall'oboe e poi ripresa dal soprano.

### 4 - Coro: "Omnes generationes"
(tutte le generazioni.)
Complesso brano in stile fugato per coro e orchestra al completo. Questo movimento inizia sull'ultima nota del brano precedente, senza interruzione fra i due. L'unità di base dell'intero movimento sono solo le due parole omnes generationes, ripetute decine di volte. Per connettere le ripetizioni è utilizzata una sorta di gioco di parole, con "ones" di generationes che si sovrappone a "omnes", a simboleggiare il sovrapporsi delle generazioni. Il brano reca un simbolismo nascosto: il coro, infatti, presenta 41 ingressi delle voci, tante quante, secondo la Bibbia, sono le generazioni fra Abramo e Gesù.

### 5 - Aria (basso): "Quia fecit mihi magna"
(Grandi cose ha fatto in me l'Onnipotente e santo è il suo nome.)
Aria per basso e continuo. Sia l'accompagnamento che la linea del canto sono basate su brevi frasi che iniziano con tre note ripetute.

#### Coro: "Freut euch und jubiliert"
(Rallegratevi ed esultate, si trova a Betlemme l'amato Gesù, che sarà la vostra gioia e felicità.)
Questo brano natalizio, presente nella versione del 1723, è stato rimosso nella versione del 1733.

### 6 - Duetto (contralto, tenore): "Et misericordia"
(Di generazione in generazione la sua misericordia si stende su quelli che lo temono.)
Brano in tonalità minore con un tempo di 12/8 che dà all'ascoltatore l'idea di un continuo singhiozzare. L'orchestrazione è guidata da violini e flauti. I cantanti cantano per lo più in terza.

### 7 - Coro: "Fecit potentiam"
(Ha spiegato la potenza del suo braccio, ha disperso i superbi nei pensieri del loro cuore.)
Movimento particolarmente difficile per il coro dovuto dall'ampio uso di semicrome sulle parole in brachio suo dispersit (melismi), accompagnate da trombe e timpani. In seguito ogni voce segue una strada diversa dalle altre sulla parola dispersit, in modo da generare un senso di dispersione nell'ascoltatore, poi tutte le voci concludono insieme con un accordo secco sulla parola superbos. Dopo una pausa il brano cambia completamente: il ritmo rallenta e il contrappunto della parte precedente lascia il posto a una conclusione compatta e armonica.

#### Coro: "Gloria in excelsis Deo"
(Gloria a Dio nell'alto dei cieli e pace in terra agli uomini di buona volontà.)
Questo brano natalizio, presente nella versione del 1723, è stato rimosso nella versione del 1733.

### 8 - Aria (tenore): "Deposuit potentes"
(Ha rovesciato i potenti dai troni e ha innalzato gli umili.)
Aria dal sapore drammatico, con un inizio orchestrale di archi e clavicembalo. Il tenore solista riprende poi le basi melodiche e ritmiche stabilite dagli archi.

### 9 - Aria (contralto): "Esurientes implevit bonis"
(Ha ricolmato di beni gli affamati e ha rimandato i ricchi a mani vuote.)
L'intero movimento è caratterizzato da un duetto dei flauti sostenuti dal basso continuo. La sensazione è un po' quella di una pastorale.

#### Duetto (soprano, basso): "Virga Jesse floruit"
(Un germoglio è spuntato nel ramo di Jesse: apparve il nostro Emanuele, si rivestì di carne di uomo, si mostrò l'adorabile fanciullo, alleluja!)
Questo brano natalizio, presente nella versione del 1723, è stato rimosso nella versione del 1733.

### 10 - Trio (soprano I e II, contralto): "Suscepit Israel"
(Ha soccorso Israele, suo servo, ricordandosi della sua misericordia.)
Le voci sono accompagnate dai due oboi, intrecciandosi in un adagio che dura per tutto il movimento.
L'oboe esegue tutto il "tonus peregrinus" tedesco, melodia gregoriana su cui si canta il "Meine Seele erhebt den Herren", cioè il Magnificat in tedesco.

### 11 - Coro: "Sicut locutus est"
(Come aveva promesso ai nostri padri, ad Abramo e alla sua discendenza nei secoli.)
Pomposo brano in stile di fuga. Questa forma si adatta bene al testo, rappresentando l'ereditarietà delle generazioni.

### 12 - Coro: "Gloria Patri"
(Gloria al Padre, al Figlio e allo Spirito Santo, come era nel principio ora e sempre, nei secoli dei secoli. Amen.)
Il movimento conclusivo è introdotto da tre chiari accordi sulla parola Gloria eseguiti da coro e orchestra completi. Si costruisce poi un complesso intreccio sulle parole Spiritui Sancto. Da sicut erat, il brano ha la stessa melodia e la stessa metrica del primo movimento, concludendosi poi con un solenne Amen.

## Discografia parziale
- Bach, Magnificat/4 Motetti - Gardiner/Argenta/Kwella/Brett, 1983 Decca

## Fonte
- Analisi del Magnificat BWV 243, su everything2.com.